# 小树平藓
小树平藓（学名：Homaliodendron exiguum）为平藓科树平藓属下的一个种。